# Le Christ en croix (Rembrandt)
Pour les articles homonymes, voir Le Christ en croix.
Le Christ en croix ou Le Christ sur la croix est une peinture à l'huile réalisée en 1631 par Rembrandt. Elle est conservée à l'église Saint-Vincent du Mas-d'Agenais, en Lot-et-Garonne.

## Description
Le tableau mesure 100 × 73 cm, avec un haut cintré. Il s'agit d'une représentation de la Crucifixion où la Vraie Croix se détache sur un arrière-plan sombre. À son sommet est fixé le titulus portant l'inscription « Jésus de Nazareth, roi des Juifs » en hébreu, en grec et en latin. Le Christ, coiffé d'une couronne d'épines, lève un visage tordu de douleur vers le ciel, la bouche entrouverte.

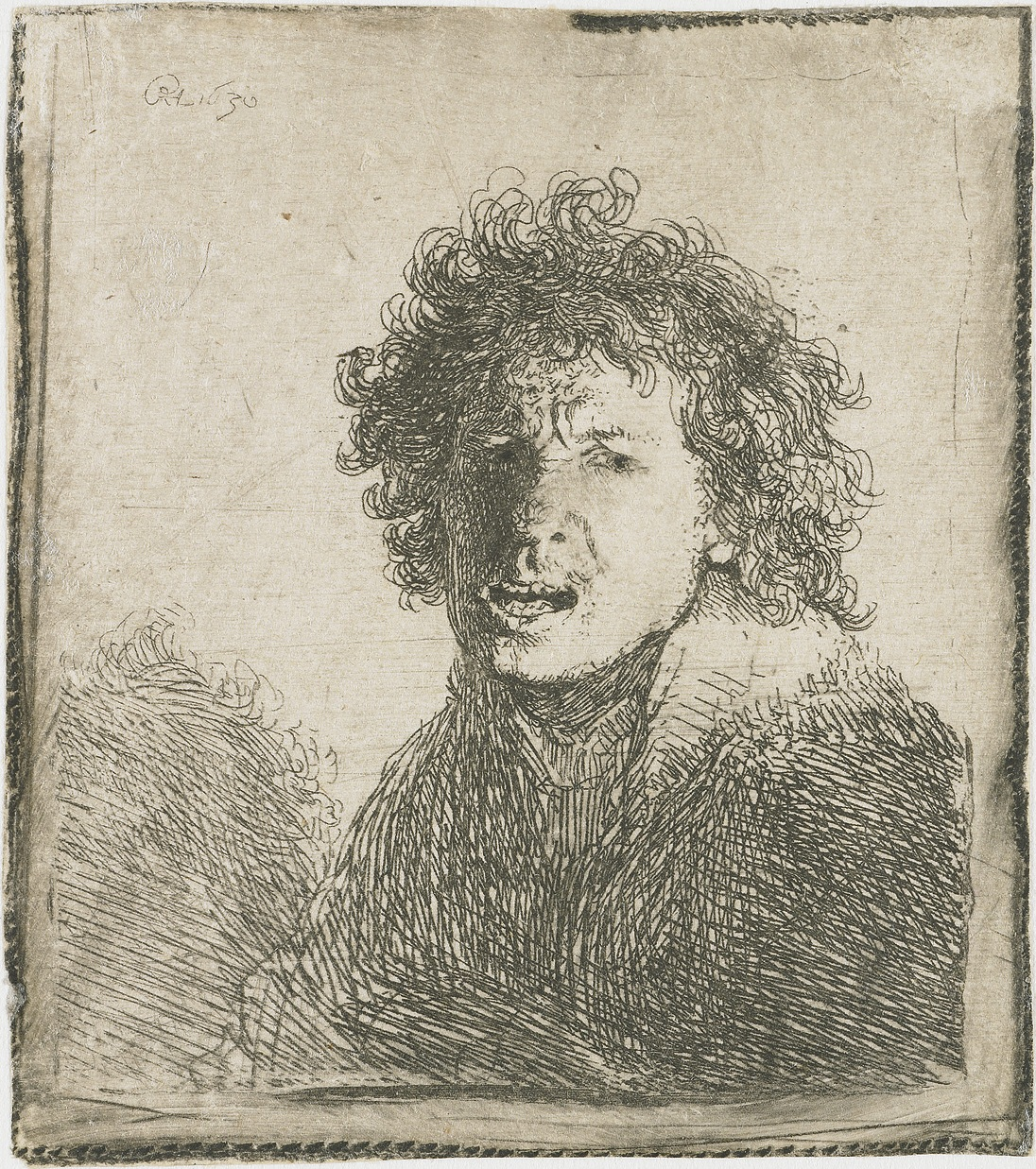
Autoportrait à la bouche ouverte (1630).

Pour représenter le visage du Christ, Rembrandt semble s'être appuyé sur un autoportrait réalisé l'année précédente, Autoportrait à la bouche ouverte.

## Histoire
Le Christ en croix est une œuvre de jeunesse de Rembrandt, qui est âgé de 25 ans en 1631. Son histoire jusqu'à son arrivée au Mas-d'Agenais est mal documentée. Il est possible qu'il s'agisse du « tableau représentant le Christ sur la croix par Rembrand » mentionné dans la succession de Catharina Elisabeth Bode en 1703.
Le Christ en croix est acheté en 1804 lors d'une vente publique à Dunkerque par un soldat des armées impériales originaire du Mas-d'Agenais, Xavier Duffour, qui l'offre à sa paroisse natale l'année suivante. L'identité de son auteur est alors inconnue et il est simplement décrit comme une œuvre de l'école flamande.
Le tableau est transféré sur son support de bois actuel en 1853 par le restaurateur Émile Mortemard. Devenu propriété de la commune du Mas-d'Agenais en 1906, après la loi de séparation des Églises et de l'État, il est classé monument historique le 6 juin 1918. Il est alors exposé dans l'église sans protection d'aucune sorte, sauf pendant la Seconde Guerre mondiale où le curé le met à l'abri dans son presbytère.
Le Christ en croix est identifié comme une œuvre de Rembrandt après sa restauration en 1959, lorsque le monogramme du peintre (RHL, pour « Rembrandt Harmenszoon van Rijn ») et la date 1631 sont découverts sous les pieds du Christ. Après une tentative de vol en 1988, il est placé dans un coffre métallique avec un vitrage renforcé sous la surveillance d'une alarme électronique.
En septembre 2016, des craintes ayant été émises concernant sa sécurité, le tableau est transporté à la cathédrale Saint-André de Bordeaux. Il y reste jusqu'en mai 2022, date de son retour au Mas-d'Agenais dans un nouveau dispositif de sécurité,.

## Expositions
- Le Siècle de Rembrandt, tableaux hollandais des collections publiques françaises, Petit Palais, Paris, 17 novembre 1970 – 15 février 1971.
- Rembrandt & Lievens in Leiden. ‘een jong en edel schildersduo’, musée De Lakenhal, Leyde, 4 décembre 1991 – 1er mars 1992.
- Rembrandt et la Figure du Christ, musée du Louvre, Paris, 21 avril – 18 juillet 2011.